# Hoogfrequent
Hoogfrequent (HF) is de term die gebruikt wordt (in de elektronica) voor stromen en spanningen die in een hoog tempo – met een hoge frequentie – wisselen van niveau of van positief naar negatief wisselen.
De term 'hoogfrequent' wordt ook gebruikt bij geluidsgolven en heeft dan betrekking op ultrageluid.

## Toepassingen
De wisselende stroom veroorzaakt een wisselend elektromagnetisch veld. Hierdoor ontstaat er elektromagnetische straling buiten de geleider. Zo kan bijvoorbeeld straling worden opgewekt voor radio en wireless LAN of kan voedsel worden opgewarmd met een magnetron (ook wel microgolfoven genoemd).